# Julius Yego
Julius Kiplagat Yego (Cheptonon, Tinderet-divisie (Rift Valley), 4 januari 1989) is een Keniaanse atleet, die gespecialiseerd is in het speerwerpen. Hij werd tweemaal Afrikaans kampioen, eenmaal Gemenebestkampioen en eenmaal wereldkampioen in deze discipline. Ook nam hij tweemaal deel aan de Olympische Spelen en won bij die gelegenheden eenmaal een medaille.

## Biografie

### Jeugd
Julius Yego is geboren als vierde kind van een gezin van zeven kinderen. Terwijl hij als kind het vee van zijn vader, die agrariër was, hoedde, doodde hij de tijd met het gooien van stokken. Toen hij eenmaal naar school ging, startte hij in navolging van zijn oudere broer met speerwerpen. In Kenia, waar de atletieksport vooral gericht is op de middellange en lange loopafstanden, kon hij zijn talent echter moeilijk ontwikkelen. Bij gebrek aan trainers zat hij daarom in internetcafés urenlang op YouTube de techniek van beroemde speerwerpers te bestuderen. Vooral Jan Železný, Andreas Thorkildsen en Tero Pitkämäki inspireerden hem. Hij hield er de bijnaam de YouTube Man aan over. Op deze wijze wist hij zijn persoonlijk record op 72,41 m te brengen, maar desondanks mocht hij niet deelnemen aan de wereldkampioenschappen voor junioren.

### Senioren: eerste successen
In 2010 won Yego een bronzen medaille bij de Afrikaanse kampioenschappen in Nairobi. Bij die gelegenheid stelde hij zijn PR op 74,51. Bij de Keniaanse trials voor de Gemenebestspelen in Delhi verbeterde hij zichzelf vervolgens naar 75,44, maar eenmaal in Delhi wist hij dit niveau niet vast te houden en eindigde hij met 69,60 op een tegenvallende zevende plaats. Een jaar later had hij nog steeds geen goede coach gevonden, maar veroverde hij desondanks een gouden medaille bij de Afrikaanse Spelen in Maputo, bij welke gelegenheid hij het nationale record tot 78,34 verbeterde.
Aan het begin van 2012 trainde hij gedurende twee maanden in een trainingscentrum in het Finse Kuortane, waarna hij bij terugkomst in april zijn nationale record op 79,95 stelde. Hiermee kwalificeerde hij zich als eerste Keniaanse speerwerper ooit voor de Olympische Spelen in Londen, In juni veroverde hij met 76,68 zijn eerste titel bij de Afrikaans kampioenschappen in Porto-Novo, waarna hij, even terug in Kuortane in juli, tijdens een wedstrijd aldaar voor het eerst de 80 metergrens overschreed en tot 81,12 kwam.
De Spelen in Londen eindigden vervolgens teleurstellend. Nadat hij eerst in de kwalificatieronde zijn PR er nationale record verder had opgehoogd tot 81,81, moest hij in de finale genoegen nemen met een beste poging van 77,15. Hierdoor eindigde hij op de twaalfde plaats. Deze wedstrijd werd gewonnen door Keshorn Walcott uit Trinidad en Tobago met 84,58.
Bij de wereldkampioenschappen van 2013 in Moskou verbeterde Julius Yego zichzelf en dus ook het Keniaanse record opnieuw en stelde dit op 85,40. Hij leverde deze prestatie in de vijfde ronde van de finale, waarin hij als eerste Keniaanse speerwerper ooit was doorgedrongen. Op dat moment stond hij derde, maar in de laatste ronde wist de Rus Dmitri Tarabin hem met 86,23 van deze plaats te verdringen, waardoor de Keniaan buiten het erepodium terechtkwam. Op de wereldjaarranglijst van dat jaar stond hij vijfde.   

### Afrikaans, Gemenebest- en wereldkampioen
In 2014 werd Yego zowel Afrikaans als Gemenebestkampioen. In 2015 toonde hij zijn goede vorm bij de Diamond League in het Engelse Birmingham. Hij wierp de speer maar liefst naar 91,39. Op de WK in Peking, later dat jaar, won hij de wereldtitel. Met een beste poging van 92,72 versloeg hij de Egyptenaar Ihab El-Sayed (zilver; 88,99) en de Fin Tero Pitkämäki (brons; 87,64). Tevens verbeterde hij met deze prestatie het Afrikaanse record en was hiermee de eerste wereldkampioen speerwerpen uit Afrika. Slechts twee atleten wierpen de speer ooit verder: wereldrecordhouder (98,48) Jan Zelezny (zes keer) en Aki Parviainen (93,09).
Julius Yego werkt bij de politie. Zijn oudste broer Henry Kiprono (1984) doet ook aan speerwerpen.

## Titels
- Wereldkampioen speerwerpen - 2015
- Gemenebestkampioen speerwerpen - 2014
- Afrikaanse Spelen kampioen speerwerpen - 2011
- Afrikaans kampioen speerwerpen - 2012, 2014
- Keniaans kampioen speerwerpen - 2008, 2009, 2010, 2011

## Persoonlijk record
| Onderdeel   | Prestatie    | Datum            | Plaats |
| ----------- | ------------ | ---------------- | ------ |
| speerwerpen | 92,72 m (AR) | 26 augustus 2015 | Peking |

## Prestatieontwikkeling
| Jaar | Prestatie |
| ---- | --------- |
| 2009 | 74,00     |
| 2010 | 75,44     |
| 2011 | 78,34     |
| 2012 | 81,81     |
| 2013 | 85,40     |
| 2014 | 84,72     |
| 2015 | 92,72     |
| 2016 | 88,24     |

## Palmares

### speerwerpen
- 2010:  Afrikaanse kamp. - 74,51 m
- 2010: 7e Gemenebestspelen - 69,60 m
- 2011:  Afrikaanse Spelen - 78,34 m (NR)
- 2012:  Afrikaanse kamp. - 76,68 m
- 2012: 11e OS - 77,15 m[2] (in kwal. 81,81 m)
- 2013: 4e WK - 85,40 m
- 2013: 5e Memorial Van Damme - 82,46 m
- 2014:  Gemenebestspelen - 83,87 m
- 2014:  Afrikaanse kamp. - 84,72 m
- 2015:  WK - 92,72 m (AR)
- 2016:  OS - 88,24 m

## Onderscheidingen
- Keniaans atleet van het jaar - 2015[3]

1983: Detlef Michel ·
1987: Seppo Räty ·
1991: Kimmo Kinnunen ·
1993: Jan Železný ·
1995: Jan Železný ·
1997: Marius Corbett ·
1999: Aki Parviainen ·
2001: Jan Železný ·
2003: Sergej Makarov ·
2005: Andrus Värnik ·
2007: Tero Pitkämäki ·
2009: Andreas Thorkildsen ·
2011: Matthias de Zordo ·
2013: Vítězslav Veselý ·
2015: Julius Yego ·
2017: Johannes Vetter ·
2019: Anderson Peters ·
2022: Anderson Peters ·
2023:  Neeraj Chopra